# Ayapaneco
Ayapaneco, in der eigenen Sprache Nuumte Oote genannt (deutsch „Wahre Stimme“), ist eine von 68 indigenen Sprachen in Mexiko. Sie zählt zu der Sprachfamilie Mixe-Zoque. Sie wird 2011 nur noch von zwei Personen fließend gesprochen. Sie leben in Ayapa, Bundesstaat Tabasco, wollten allerdings zeitweise nicht miteinander reden.
Im Jahr 2014 wurden die beiden durch eine Werbekampagne von Vodafone wieder zusammengebracht. Dazu legten sie ihren Streit bei. Durch die Unterstützung des Unternehmens und des emeritierten Linguistikprofessors James A. Fox wurde in der Stadt eine Sprachschule eingerichtet, in der die letzten Sprecher die Sprache Kindern nahebringen.